# Broussy-le-Petit
Broussy-le-Petit ist eine französische Gemeinde mit 137 Einwohnern (Stand 1. Januar 2022) im Département Marne in der Region Grand Est. Sie gehört zum Kanton Sézanne-Brie et Champagne und zum Arrondissement Épernay. 

## Geografie
Broussy-le-Petit liegt etwa 70 Kilometer nordnordwestlich von Troyes und etwa 100 Kilometer östlich von Paris nahe dem Oberlauf des Petit Morin, der hier das Moorgebiet Marais de Saint-Gond durchquert. Großräumiger gesehen liegt die Gemeinde im Süden der Champagne sèche, der „trockenen Champagne“, auch „lausige Champagne“ (Champagne pouilleuse) oder „kreidehaltige Champagne“ (Champagne crayeuse) genannt. Die Umgebung des Dorfes Broussy-le-Petit liegt auf 142 Metern über dem Meer und wird im Norden von Sumpfflächen geprägt. Im Süden der Gemeinde erheben sich einzelne Hügel über die 150-m-Marke.
Broussy-le-Petit ist umgeben von folgenden Nachbargemeinden:
|        | Courjeonnet                                 |                  |
| Reuves | Kompassrose, die auf Nachbargemeinden zeigt | Broussy-le-Grand |
|        | Allemant                                    |                  |

## Bevölkerungsentwicklung
| Jahr                       | 1962 | 1968 | 1975 | 1982 | 1990 | 1999 | 2008 | 2018 |
| -------------------------- | ---- | ---- | ---- | ---- | ---- | ---- | ---- | ---- |
| Einwohner                  | 165  | 146  | 125  | 147  | 158  | 135  | 140  | 132  |
| Quellen: Cassini und INSEE |      |      |      |      |      |      |      |      |

## Sehenswürdigkeit

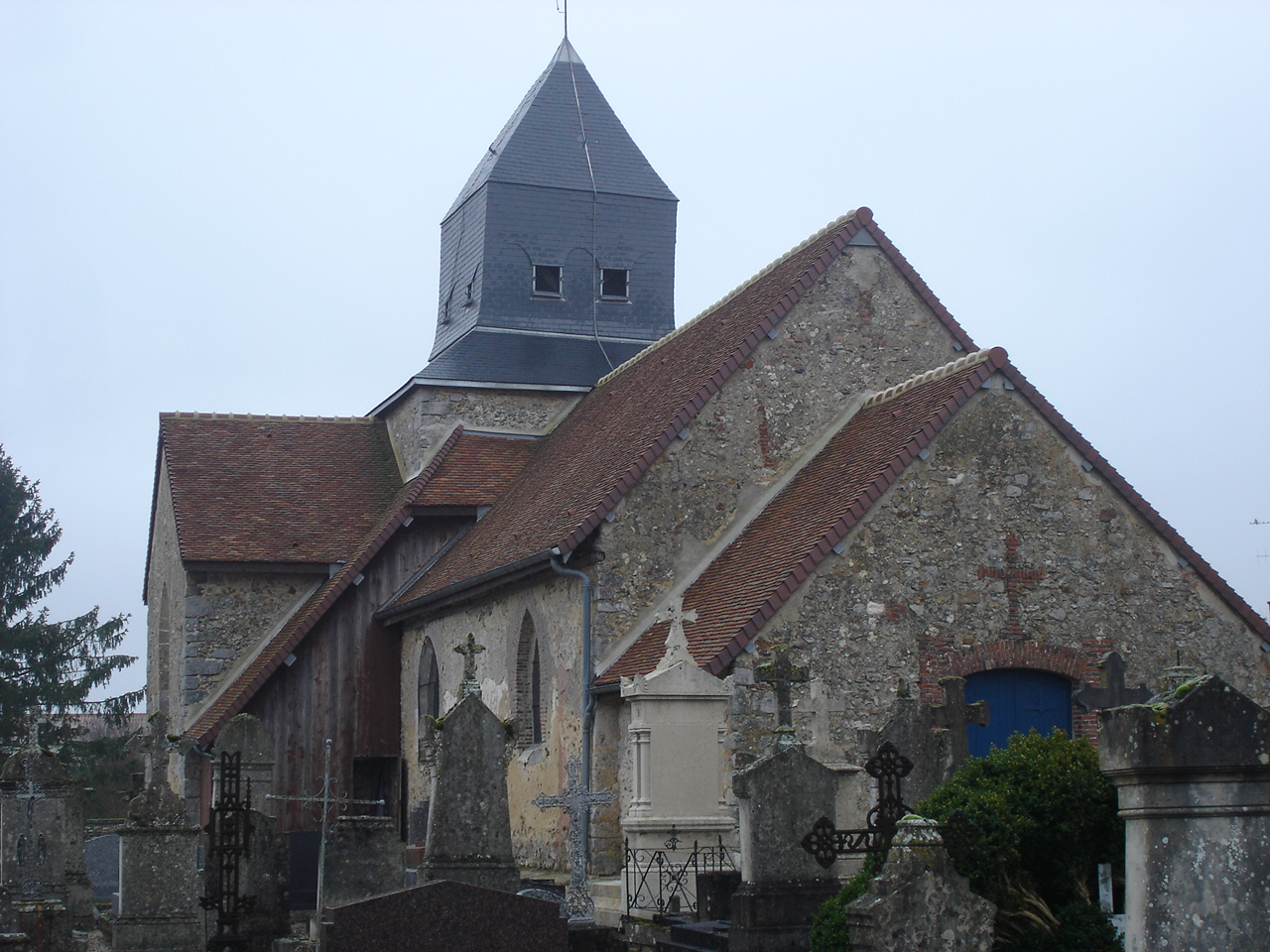
Kirche Saint-Pierre-Saint-Paul

- Kirche Saint-Pierre-Saint-Paul